# Nguyễn Văn Tường
Nguyễn Văn Tường (阮文祥) (Quảng Trị, 1824 – Tahiti, 1886) è stato un mandarino della dinastia Nguyễn.
È noto per aver insediato e detronizzato tre imperatori: Dục Đức, Hiệp Hoà e Kiến Phúc.

## Biografia
Tường nacque a Quảng Trị, nel Vietnam centrale, da una famiglia di contadini. Suo padre era stato coinvolto in una rivolta contro la dinastia Nguyễn, per cui gli fu impedito di partecipare agli esami nazionali per selezionare mandarini e funzionari di corte.
Il 29 ottobre 1848 salì al trono l'imperatore Tự Đức. I documenti imperiali non riportano come Tường sia entrato in contatto con Tự Đức, ma dimostrano che, con la protezione dell'imperatore, Tường riuscì a superare gli esami nazionali con il massimo dei voti. Documenti privati della sua famiglia indicano che Tường era un figlio illegittimo di Tự Đức, concepito quando Tự Đức incontrò la madre di Tường durante uno dei viaggi non ufficiali dell'imperatore (i re e gli imperatori si recavano occasionalmente in viaggio, a volte sotto mentite spoglie, per valutare la vita dei loro cittadini). Nel 1852 Tường fu assegnato al ministero della giustizia. Secondo la tradizione confuciana, dopo la morte del padre nel 1862, Tường dovette ritirarsi per un periodo di lutto di cinque anni prima di riprendere la sua carriera amministrativa.
Dal 1858 la Francia si era costantemente intromessa nella politica vietnamita. Nel 1873, Tự Đức affidò a Tường l'incarico di negoziare con i francesi. Nonostante i numerosissimi accordi da lui raggiunti, i francesi ne avevano una pessima opinione. Dopo aver firmato il trattato di Saigon del 1874 e aver ripreso il possesso di Hanoi, occupata dai francesi durante la spedizione Garnier, Tường fu promosso ministro degli affari interni ed esteri. Nel 1881 divenne capo di gabinetto.
Alla morte di Tự Đức, Tường fu nominato reggente insieme a Trần Tiễn Thành e Tôn Thất Thuyết. Thuyết e Tường dominavano la corte e avevano molto più potere di Thành. I reggenti non erano però gli unici ad controllare il trono. L'imperatrice vedova Từ Dụ, madre di Tự Đức, insieme alle due consorti imperiali Trang Ý e Học Phi formavano quello che era noto come Tam Cung ("tre harem"), un gruppo coinvolto negli intrighi di palazzo Per complicare ulteriormente la situazione, Tường aveva una relazione con Học Phi.
Tự Đức non aveva avuto figli, ma aveva adottato tre nipoti: il trentunenne Dục Đức, il diciannovenne Chánh Mông (che poi regnerà come Đồng Khánh) e il quattordicenne Duong Thien (che poi regnerà come Kiến Phúc). Il primo era figlio di Kien Thoai Vuong, quarto fratello di Tự Đức, gli altri due di Kiên Thái Vương, suo ventiseiesimo fratello,.
Secondo le ricerche dello storico vietnamita Phạm Văn Sơn, Tự Đức aveva intenzione di lasciare il trono a Kiến Phúc, ma i reggenti, su pressione dei Tam Cung, insediarono Dục Đức. Tự Đức, spiegando la scelta di Kiến Phúc aveva criticato la moralità di Dục Đức, informazione che i reggenti cancellarono dal testamento su richiesta del nuovo monarca. I reggenti non furono però soddisfatti del comportamento di Dục Đức dopo la tregua e decisero di giustiziarlo. Il trattamento riservato a Dục Đức ha fatto nascere tra gli storici l'ipotesi che si trattasse di una vendetta dovuta all'ingerenza del monarca nella relazione tra Tường e Học Phi.
Tường e i suoi colleghi insediarono quindi il trentasettenne Hiệp Hoà. Il nuovo imperatore, consapevole delle colpe dei reggenti, raggiunse un accordo con i francesi, ponendosi sotto la loro protezione. Quando i francesi lasciarono Huế, i reggenti misero a morte Hiệp Hoà e lo sostituirono con Kiến Phúc. Kiến Phúc venne a conoscenza della relazione di Tường con Học Phi e giurò di ucciderli. Học Phi avvelenò Kiến Phúc. Fu quindi insediato come imperatore Hàm Nghi, e Thuyết decise di lanciare il movimento Cần Vương, una rivolta antifrancese. Thuyết portò Hàm Nghi nella base militare di Tan So e poi andò in Cina per cercare auiti. Nel frattempo i francesi avevano insediato sul trono Đồng Khánh.
I francesi diedero a Tường due mesi riportare all'ordine Hàm Nghi ma l'imperatore bambino continuò a resistere. Il 6 settembre 1885 i francesi deportarono Tường sull'isola di Poulo Condore, nell'arcipelago di Côn Đảo, insieme al padre di Thuyết, Tôn Thất Dinh. Tường continuò a tramare anche in prigione:. Fu sorpreso a inviare istruzioni per altre rivolte e il residente francese sequestrò i suoi beni. Il 23 novembre 1885 Tường fu deportato a Tahiti, dove morì nel febbraio 1886. Nel luglio 1886 il suo corpo fu restituito alla famiglia, a Huế.